# La Femme et le Pantin (roman)
Pour les articles homonymes, voir La Femme et le Pantin.
La Femme et le Pantin est un roman de Pierre Louÿs, publié en 1898.
Le roman se déroule durant le Carnaval de Séville. Le Français André Stévenol tombe sous le charme d'une jeune andalouse, Concepción Pérez. Ils échangent un rapide signe prometteur et cherchent aussitôt à se revoir. André confesse cette situation auprès de son ami don Mateo qui sursaute et qui se décide, afin de le mettre en garde, à lui faire le récit de sa douloureuse aventure avec la jeune femme dont il fut le pantin.
Il a notamment été adapté au cinéma par Julien Duvivier sous le même titre (1959) et par Luis Buñuel sous le titre Cet obscur objet du désir (1977) .
L'œuvre n'est pas une autobiographie, mais plusieurs scènes du livre sont directement inspirées par les voyages de l'auteur, notamment en Espagne (le train et les avalanches de neige dans les Pyrénées, l'altercation entre une jeune fille et une gitane, le carnaval de Séville…), mais aussi par la relation de Casanova avec la Charpillon, prostituée londonienne qui le ruine et le trompe. En 1896, Pierre Louÿs rédige le récit L'Andalouse qui donnera naissance à La Femme et le Pantin.

## Résumé
Chapitre 1Comment un mot écrit sur une coquille d'œuf tint lieu de deux billets tour à tour
Le Carnaval de Séville approche de la fin. Le Français André Stévenol est déçu de ne pas avoir connu une aventure volage avec une ravissante Andalouse. Alors qu'il s'apprête à quitter la fête, il recroise une belle Andalouse qu'il avait aperçue et décide de la courtiser. Sur une coquille d'œuf, il inscrit le mot « Quiero » et l'envoie à la jeune femme qui, dans sa voiture, s'en va l'air de rien. André tente de suivre la voiture, en vain. Alors qu'il pense ne plus la recroiser, voilà que la voiture repasse devant lui, et la femme lui jette le même œuf sur lequel elle a gravé la lettre finale du mot « Quiero ».
Chapitre 2Où le lecteur apprend les diminutifs de « Concepcion » prénom espagnol
André court derrière la voiture jusqu'à la demeure de la jeune femme. Un serviteur de la femme refuse de laisser entrer le Français dans la maison. André se renseigne alors auprès d'un marchand qui lui apprend son nom : doña Concepcion Perez, épouse de don Manuel Garcia.
À son retour à l'hôtel, André reçoit une lettre qui lui donne un rendez-vous.
Chapitre 3Comment, et pour quelles raisons, André ne se rendit pas au rendez-vous de Concha Perez
À Séville, André rencontre un ami, don Mateo Diaz, à qui il confie son histoire avec Concepcion Perez. Ce dernier le met en garde et lui conseille de ne pas se rendre au rendez-vous. Don Mateo Diaz lui avoue avoir été un temps amoureux de cette femme.
Chapitre 4Apparition d'une petite moricaude dans un paysage polaire
Don Mateo Diaz raconte comment il a rencontré pour la première fois Concepcion Perez, dans un train.
Chapitre 5Où la même personne reparaît dans un décor plus connu
Dans une manufacture de cigares, don Mateo Diaz tombe par surprise sur Concepcion Perez qui travaille dans l'usine. Elle engage la conversation et finit par lui laisser sous-entendre qu'ils peuvent être amants.
Chapitre 6Où Conchita se manifeste, se réserve et disparaît
Don Mateo Diaz est subjugué par Concepcion Perez. Chez elle, elle lui laisse penser qu'elle s'offrira un jour à lui. Don Mateo Diaz subvient à ses besoins et à ceux de sa mère jusqu'au jour où les deux femmes disparaissent.
Chapitre 7Qui se termine en cul-de-lampe par une chevelure noire
Don Mateo Diaz ne vit plus depuis le départ de son amour. Alors qu'il croit tout espoir perdu, l'année suivante, son chemin recroise celui de Concepcion Perez. Cette dernière veut reprendre leur histoire.
Chapitre 8Où le lecteur commence à comprendre qui est le pantin de cette histoire
Alors qu'ils doivent consumer leur première nuit, Concepcion Perez fait tout son possible pour ne pas s'offrir à don Mateo Diaz. L'homme culpabilise et se laisse toujours manipuler par la jeune femme.
Chapitre 9Où Concha Perez subit sa troisième métamorphose
Don Mateo Diaz ne veut plus être le pantin de Concepcion Perez. Il se console dans les bras d'une Italienne qu'il ne peut aimer. Il part à Cádiz où il découvre que Concepcion Perez est devenue une danseuse hors pair. Ils se disputent.
Chapitre 10Où Mateo se trouve assister à un spectacle inattendu
Toujours fou amoureux, don Mateo Diaz va chaque soir regarder Concepcion Perez danser. Ils finissent par se réconcilier.
Chapitre 11Comment tout paraît s'expliquer
Même s'il la surprend une fois à danser nue pour deux étrangers de passage, Concepcion Perez a une explication. Une fois de plus, don Mateo Diaz lui pardonne et culpabilise.
Chapitre 12Scène derrière une grille fermée
Don Mateo Diaz achète à son amour un hôtel privé où il pense qu'ils couleront de jours heureux. Mais un soir, don Mateo Diaz trouve la grille d'entrée fermée et Concepcion Perez se moque de lui.
Chapitre 13Comment Mateo reçut une visite, et ce qui s'ensuivit
Le lendemain matin, Concepcion Perez ose se rendre chez don Mateo. Ce dernier se met en colère : il réalise qu'il est le pantin de cette femme depuis des mois. Il la bat. Quand il réalise l'horreur de son acte, Concepcion Perez lui tient un discours étonnant : la battre était un geste d'amour. Elle l'en conjure de l'aimer à nouveau et passe enfin la nuit avec lui.
Chapitre 14Où Concha change de vie, mais non de caractère
Concepcion Perez est d'une jalousie maladive avec son amant. Il finit par s'isoler de ses amis, du monde. Maintenant qu'elle est à lui, don Mateo Diaz ne supporte plus de vivre avec elle. Alors qu'une marchande tente de lui vendre des corbeilles, Concepcion Perez fait une fois de plus un caprice de jalousie. Il parvient enfin à se détacher d'elle. Il la quitte et part au Maroc.
Chapitre 15Qui est l'épilogue et aussi la moralité de cette histoire
Averti par son ami don Mateo Diaz, André Stévenol croise le chemin de Concepcion Perez et accepte, malgré tout, de monter dans sa voiture. Ils passent la nuit ensemble. Le lendemain matin, décidé à suivre André en France. Don Mateo Diaz envoie une lettre à son ancien amour et lui demande de le reprendre.

## Adaptations cinématographiques
Il existe plusieurs adaptations : 
- 1920 : La Femme et le Pantin (en) (The Woman and the Puppet), film de Reginald Barker, avec Geraldine Farrar
- 1929 : La Femme et le Pantin, film muet de Jacques de Baroncelli, avec Conchita Montenegro
- 1935 : La Femme et le Pantin (The Devil is a Woman), film de Josef von Sternberg, avec Marlene Dietrich
- 1946 : La Femme et le Pantin (ar) (Laabet el sitt), film égyptien de Wali Eddine Sameh (ar), avec Tahia Carioca
- 1959 : La Femme et le Pantin, film de Julien Duvivier, avec Brigitte Bardot
- 1977 : Cet obscur objet du désir, film de Luis Buñuel, avec Carole Bouquet et Angela Molina
- 1990 : La Femme et le Pantin, téléfilm de Mario Camus avec Maribel Verdú et Pierre Arditi
- 2006 : La Femme et le Pantin, téléfilm d'Alain Schwarzstein avec Roger Hanin et Mélissa Djaouzi.

## Adaptation scénique
- 1911: Conchita, opéra de Riccardo Zandonai.

## Anecdote
On peut lire dans Polaire par elle-même, au chapitre 20, comment le roman fut adapté au théâtre par Pierre Frondaie et non par Pierre Louÿs.

## Sources, notes et références
- Pierre Louÿs, La Femme et le Pantin, Éditions Folio  (ISBN 2-07-038280-X).

1. ↑  Son journal de voyage porte trace de nombreux éléments qui se retrouvent dans la fiction : la présence dans le compartiment d'un Anglais qui s'impose comme le raseur, les arrêts causés par des avalanches dans les Pyrénées, l'altercation d'une gitane avec une toute jeune fille. […] Puis l'arrivée à Séville (préface de Michel Delon, Éditions Folio)
2. ↑  Jean-Paul Enthoven, « Casanova, trésor national », sur Le Point, 22 juillet 2010
3. ↑  Préface de Michel Delon, La Femme et le Pantin, Collection Folio.